# Muskelfunktionstest
Der Muskelfunktionstest nach Vladimír Janda ist eine Untersuchungsmethode, die über die Kraft einzelner Muskeln oder Muskelgruppen, die eine funktionelle Einheit bilden, und über das Ausmaß von Läsionen peripherer motorischer Nerven Auskunft gibt. Sie ermöglicht außerdem die Analyse einfacher motorischer Stereotype, bildet die Grundlage für die analytisch vorgehende Physiotherapie und ist zugleich Hilfsmittel zur Bestimmung der Leistungsfähigkeit eines getesteten Körperteils. Janda geht bei seinem Muskelfunktionstest davon aus, dass stets eine gewisse Muskelkraft erforderlich ist, um ein Körperteil durch den Raum zu bewegen.
Grundsätzlich können folgende Stufen der Muskelkraft unterschieden werden:
- Die Muskulatur ist imstande, einen der Bewegung von außen entgegengesetzten Widerstand zu überwinden.
- Die Muskulatur kann nur noch die Schwerkraft überwinden.
- Die Muskulatur kann Körperteile nur noch unter Ausschluss der Schwerkraft überwinden.
- Es kommt nur eine Muskelanspannung zustande, eine Bewegung bleibt dagegen aus.

Der Muskelfunktionstest ist eine analytische Methode. Sie dient grundsätzlich nur der Kraftbestimmung einzelner Muskelgruppen, jedoch ist sie auch eine Untersuchung bestimmter, genau definierter, verhältnismäßig einfacher motorischer Stereotype.

## Kraftgrade
Janda bewertet die Muskelkraft mittels sechs Grundstufen. Jeder Grundstufe ist ein spezieller Prozentwert der maximalen Muskelleistungsfähigkeit zugeordnet:
- Stufe 5: N (normal) Volle, normale Muskelkraft (100 % der Norm), normal kräftiger Muskel bedeutet nicht, dass der Muskel in allen Funktionen normal ist (z. B. Ermüdbarkeit).
- Stufe 4: G (good) Circa 75 % der normalen Muskelkraft, d. h. mittelgroßer Widerstand kann in vollem Bewegungsausmaß überwunden werden.
- Stufe 3: F (fair) Circa 50 % der normalen Muskelkraft, d. h. Bewegung kann gegen die Schwerkraft in vollem Bewegungsmaß ausgeführt werden.
- Stufe 2: P (poor) Circa 25 % der normalen Muskelkraft, d. h. Ausführung der Bewegung in vollem Bewegungsausmaß möglich, jedoch nicht gegen die Schwerkraft.
- Stufe 1: T (trace) Spur einer Anspannung; circa 10 % der normalen Muskelkraft.
- Stufe 0: Z (zero) Beim Bewegungsversuch keine Muskelkontraktion möglich.

Gearbeitet wird nur mit der Verwendung der arabischen Zahlen. Die Prozentsätze oder Abkürzungen werden nicht verwendet. Ergibt sich bei den Untersuchungen ein Wert der zwischen 2 Stufen liegt, so wird die entsprechende Zahl mit einem „+“ oder „–“ versehen.

## Untersuchung verkürzter Muskelgruppen
Unter dem Begriff Muskelverkürzung oder besser „verminderte Dehnbarkeit“ wird ein Zustand bezeichnet, bei dem es aus den verschiedensten Ursachen zu einer Verkürzung des in Ruhe befindlichen Muskels gekommen ist. Der Muskel ist also im Ruhezustand kürzer als normal, und er lässt sich passiv nicht soweit dehnen, wie es dem vollen Bewegungsausmaß des zugeordneten Gelenks entsprechen würde. Dieser Zustand ist weder durch eine erhöhte Aktivität des Nervensystems, noch durch eine aktive Muskelkontraktion bedingt. Eine Form der Verkürzung ist die Muskelkontraktur, wie sie durch Änderung des Kräfteverhältnisses von antagonistischen Muskelgruppen entsteht.
Es ist bewiesen, dass gewisse Muskelgruppen zur Verkürzung, andere zur Abschwächung neigen. Im Gegensatz zur Muskelabschwächung wurde der Untersuchung von Verkürzungen bisher zu wenig Aufmerksamkeit geschenkt, wobei verkürzte Muskeln bei einer Vielzahl von Bewegungsstörungen eine große Rolle spielen können.
Bei der Untersuchung verkürzter Muskelgruppen muss ebenso präzise gearbeitet werden wie beim Muskelfunktionstest. Dementsprechend wird hier derselbe Bewertungsmaßstab angewendet.
Es ist bei einem Großteil der verkürzten Muskeln sehr schwierig, den Grad der Verkürzung quantitativ genau zu bestimmen, und daher begnügt man sich meistens nur mit einer allgemeinen Bewertung. Um jedoch trotzdem eine zuverlässige Prüfung zu erreichen, müssen die vorgeschriebene Ausgangslage, Fixation und Bewegungsrichtung peinlich genau eingehalten werden. Wie beim Muskelfunktionstest darf der Muskel nicht gedrückt werden. Logisch ist, dass Muskelverkürzungen nur dann richtig bewertet werden können, wenn die Gelenkbeweglichkeit in keiner Weise eingeschränkt ist.

## Beispielübungen zum Test der Muskelfunktion und Verkürzung

### Muskelfunktion
Streckung des Hüftgelenkes
Ausgangsstellung: Bauchlage, kleines Kissen unter dem Bauch, Kopf liegt auf der Stirn, Arme längs neben dem Körper, Beine in Grundstellung, Fußspitzen ragen über den Bankrand.
- Stufe 5:
  - Fixation: mit Finger und Hand wird das Becken auf der zu testenden Seite fixiert, während der Daumen den Trochanter major (großer Rollhügel, oberes Ende des Oberschenkelhalses) betastet.
  - Bewegung: Hyperextension des Beines im Hüftgelenk von 10–15° hinter die    Frontalebene.
  - Widerstand: mit Hand am unteren Drittel der hinteren Oberschenkelmuskulatur: bogenförmig gegen die Bewegungsrichtung
- Stufe 4:
  - Fixation: mit Finger wird der Trochanter major betastet
  - Bewegung: Hyperextension des Beines im Hüftgelenk von 10–15° hinter die Frontalebene.
  - Widerstand: keiner
- Stufe 3: Seitlage auf dem zu testenden Bein, oberes Bein wird vom Tester in Abduktion gehalten
  - Fixation: Festhalten des Beckens am Darmbeinkamm
  - Bewegung: Hyperextension im Hüftgelenk aus der Nullstellung (10–15°)

### Verkürzung
Dehnfähigkeit der Musculus pectoralis major (PMA / PMS / PMC)
Ausgangsstellung: Rückenlage am Bankrand auf der zu untersuchenden Seite. Beine gebeugt, Fußsohlen auf der Bank abgestützt. Arme entspannt neben dem Körper, Kopf in Mittelstellung.
- Stufe 2: Arm sinkt bis zur Horizontalen ab. Bei Druck vergrößert sich das Bewegungsausmaß
- Stufe 1: Arm erreicht die Horizontale nicht von allein, sondern nur unter Druck von oben.
- Stufe 0: Arm bleibt selbst mit Druck über der Horizontalen.

## Anhang